# 厚別川
厚別川（あつべつがわ、あしりべつがわ）は、北海道札幌市および江別市を流れる石狩川水系豊平川の最大の支流で、一級河川である。札幌では2番目に長い川で、長さは41kmある。
河川法上の正式名は「アツベツ-がわ」だが、上流に当たる清田区では「アシリベツ-がわ」と呼ばれ、清田区の3つのシンボルのうちのひとつに指定されている
。
かつては例年の氾濫で流域に被害を及ぼしていたが、昭和50年代に治水事業が行われ、現在は河川敷の緑化やサイクリングロード、自然公園などに利用されている。

## アシリベツとアツベツ

### 川名の由来

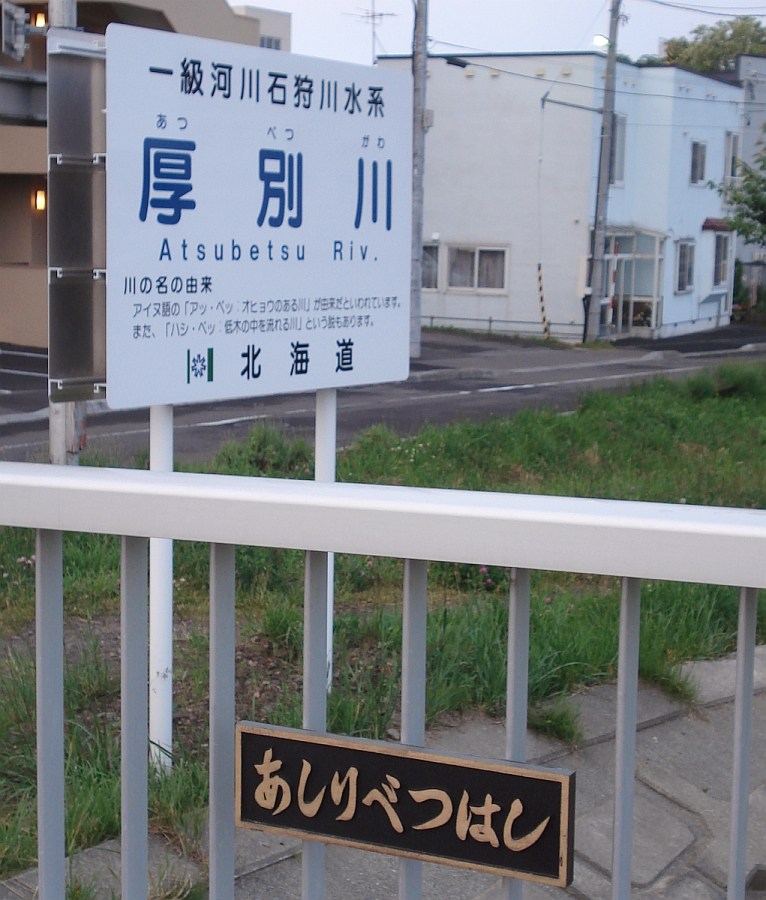
厚別（あつべつ）川に架かる厚別（あしりべつ）橋。

川の名はアイヌ語に由来する。流域の清田区や厚別区では語源として、アシリ・ペッ（新しい川）、ハシ・ペッ（雑木林・潅木を流れる川）、アッ・ペッ（オヒョウダモの木の川、または魚のとれる豊かな川）などの説を紹介している。

### アシリベツ
厚別川の上流をなす現在の清田区一帯はかつて「アシリベツ」と呼ばれていた。これに「厚別」の漢字を当てた「厚別太」等の表記が古い史料に残されている。語源の諸説のうち、「オヒョウダモの木の川」によると、オヒョウダモはアイヌの服（アットゥシ）を織る繊維を採る木であり、アツシ（厚司）の木とも呼ばれていた。そのため「厚」の字が当てられたとも言う。「厚別」の漢字が当てられた確実な最古の記録は、1879年（明治12年）に、源流に近い滝野に設置された厚別水車機械場（官営製材工場）とされているが、この機械場の詳細は伝わっていない。
アシリベツに道路が通じたのは1857年（安政4年）のことで、現在の銭函と千歳を結ぶ道（札幌越新道（清田区内では現在の国道36号に相当））が拓かれた。この道は、箱館から森、森から室蘭までは航路、そして室蘭から陸路で札幌に至る行程で、渡しを必要とする大きさの川としては、厚別川は豊平川の一つ手前の川だった。年代は不詳だが、遅くとも1870年（明治2年）には厚別川を渡るための駅逓が営まれていた
はっきりと記録の残るものとしては、アシリベツへの最初の入植は1873年（明治6年）である。ツキサップ（月寒村）の長岡重治が、現在の清田小学校付近に定住し、「アシリベツ」という地名が用いられるようになった。入植が進むと、アシリベツに「本通」、「北通」、「南通」、「坂上」などの区域がうまれた。これらは地名としては「月寒村アシリベツ本通」のように用いられた。1944年（昭和19年）の字名の整理によって、それぞれ本通は「清田」、北通は「北野」、南通は「真栄」、坂上は「平岡」という瑞祥地名に改称された。1997年（平成9年）に、かつての「アシリベツ」一帯は札幌市豊平区から分区して清田区となった。現在も「アシリベツ」の読みは、川の名前のほか、「厚別（あしりべつ）神社」、「あしりべつ郷土館」などに残る。

### アツベツ
厚別川の下流側では、1883年（明治16年）に初めて入植があった。入植地は官営幌内鉄道が厚別川を渡る付近の両岸（白石村番外地）で、入植者が信濃国の出身者だったため、1886年（明治19年）には「信州開墾地」と命名された。1893年（明治26年）には「信濃簡易教育所」（現在の信濃小学校）が設立されている。このように、当地でははじめはもっぱら「信州開墾地」や「信濃」の地名が用いられていた。
一方、1894年（明治27年）に、北海道炭礦鉄道（官営幌内鉄道の後身）が信州開墾地の厚別川付近に新駅を設置し、「厚別（あつべつ）駅」とした。これが「厚別」を「あつべつ」とした最古の例とされている。これに続いて1896年（明治29年）には厚別（あつべつ）郵便局も開設された。
1902年（明治35年）に白石村に二級町村制が施行されると、村内は15部に編成されて信濃開拓地は「厚別東部」「厚別西部」「厚別川下部」などに分割された。公式に「厚別」が地名となるのはこれが初めてとされている。1989年（平成元年）に、かつての「信州開墾地」一帯は札幌市白石区から分区して厚別区（あつべつく）となった。

## 流路と利用の歴史
川の両岸からは縄文時代の土器や石器が出土しており、古くから何らかの形で縄文人や擦文人、さらにアイヌが川を利用していたと考えられている。しかし、これらの土器・石器や遺跡類は、開拓時代には開墾の妨げとして破壊され、遺物は道路の設営のため粉々にされて撒かれたりしたため、ほとんど調査もされておらず詳細は不明である。
国道36号との交差付近からは、左岸にサイクリングロードが整備されている。
樽前山や恵庭岳の噴火でできた火山灰台地の間を縫って大きく蛇行し、かつては氾濫期の度に流路を変える暴れ川であった。現在は治水が進み上流部を除き流路も直線的に改良されている。
清田区内では火山灰台地を厚別川が削り、河岸段丘を形成している。段丘は、高い所では標高200～300メートルほどの高さがある。この谷地の底の平地部分が有明地区、真栄地区であり、左岸が清田地区や北野地区、右岸が平岡地区である。
入植によって河道の整備や排水の改良が進み、流域は昭和の初期には北海道を代表する水郷地帯へと変貌を遂げた。しかし融雪期の氾濫が完全に克服されるのは昭和40年代に入ってからである。その後、札幌の都市化が進み、1980年（昭和55年）頃には水田はほとんど姿を消し、大半の開拓農家が移転した。現在の下流域は白石区で住宅地が見られるものの、東区では市街化調整区域のため自動車工場や廃棄物の処分場などが散在する荒れ野となっている。豊平川へ合流する江別市域では畑作や酪農が行われている。

### 源流（南区）

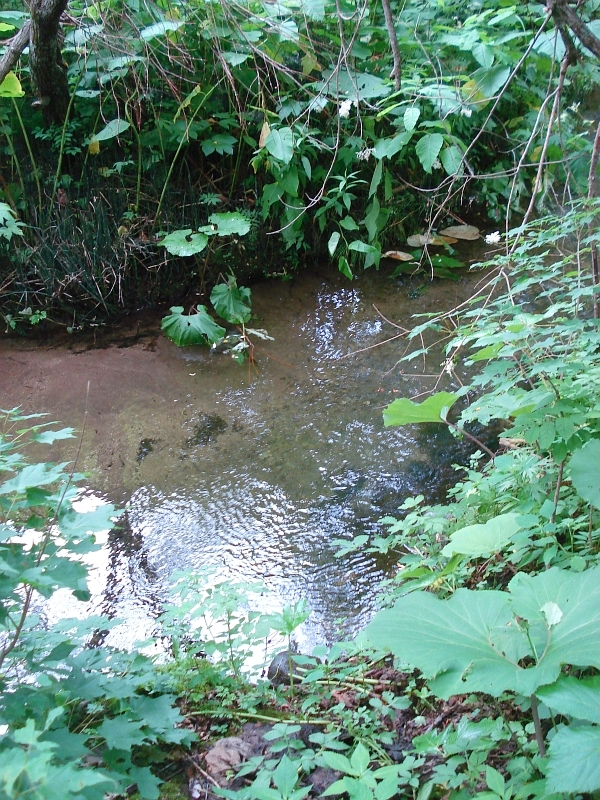
厚別川源流付近

北海道札幌市南区南部、空沼岳の頂から約5km東の中腹に源を発する。北東に向かい、南区滝野地区では畑作に利用されている。滝野すずらん丘陵公園のアシリベツの滝を経て、鱒見の滝／鱒見の沢をあわせ、清田区に入る。滝野から羊ヶ丘通り付近までは通称“御料線”（北海道道341号真駒内御料札幌線）が川沿いを走る。
開拓民の記録によると、大正時代までは1メートルを越すイトウが生息し、鱒見の滝までサケやマスの遡上があった。サケの遡上の季節には手づかみできるほどのサケで川があふれ、開拓民はこれを獲って1本3銭で売ることができた。
滝野地区の歴史は古く、1879年（明治12年）に滝野に水車を用いた厚別水車機械場（官営製材工場）が設置された。これが確実に「厚別」の漢字表記が登場する最古の記録とされているが、機械場は1891年（明治23年）に閉鎖されてしまい、詳細は伝わっていない。

### 上流（清田区・丘陵地帯）

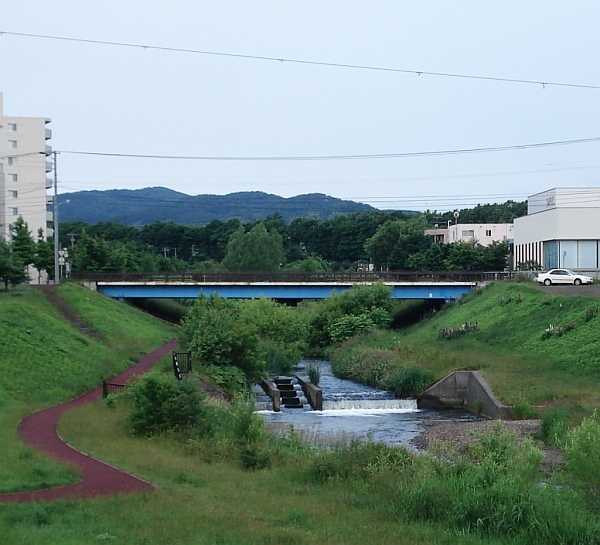
国道36号の清田橋

清田区に入ると、白旗山の山裾の渓流となって、谷あいの原生林の中を東進する。谷がひらけ、原生林から畑作地帯に移ると有明地区となる。ここから川は北寄りに方角を転じ、山部川との合流地点あたりから市街地が増える。山部川は、魚のヤマベ（ヤマメ）が多いことから名づけられたという。ここから右岸が真栄地区、左岸が清田地区となる。国道36号線と交差するあたりで清田川と合流する。
国道36号の旧道との交差付近（清田小学校付近）は、かつて上流で伐採して流した木を引き上げる土場だった。ここで引き上げた木材を札幌まで引いて行き、売っていた。この辺りが長岡重治が最初にアシリベツへ入植した地区である。
その後北野地区の丘陵地帯を緩やかに蛇行しつつ、厚別区大谷地へと至る。清田区を抜けると、厚別川は白石区と厚別区の区境となる。ただし区境線は川の中心ではなく、右岸側に設定されているため、川の両岸とも白石区に属する。（例外的に、区境線は一部で川岸を離れており、白石区の流通センター6丁目と7丁目は、川の右岸に位置する。）
大谷地付近では南郷通、道央自動車道、国道12号などと相次いで交差し、流通センター地区を抜けると三里川との合流となる。ここでJR千歳線・函館線と交差する。

#### 稲作のルーツ
長岡重治は僅かな開墾地で麦や豆などの雑穀を栽培したが、米を食べられるのは年に1、2回しかなかった。アメリカ人によって指揮された北海道開拓使は稲作禁止令を出して麦作を奨励していたが、どうしても米を食べたかった長岡重治は、島松で稲作にこぎつけていた中山久蔵に師事して寒さに強い赤米の種籾を分けてもらった。
こうして1877年（明治10年）にアシリベツ（現在の清田小学校付近）で札幌では初めての水田を拓いたが、厚別川の水は冷たすぎて稲は育たず、春に蒔いた種籾を回収するのがやっとだった。そこで、10年かけて厚別川から水路を築き、水温を上げて田へ引水することでようやく収穫が安定した。明治20年代(1890年頃)には1反あたり5～6俵の収量が得られるようになった。その後1892年（明治25年）に見上権太夫が水利権を獲得し、付近は水郷地帯へと発展する。北海道庁が北海道での稲作推進に転換するのは翌1893年（明治26年）のことである。

#### 稲の品種改良
明治時代に栽培された赤毛米は寒さに強く、唯一北海道で育つイネだった。しかし、脱穀して米の毛を取らなければならず、精米の効率は著しく低かった。やがて毛のない坊主品種が登場し、アシリベツ南通り（現在の真栄地区）では「水野坊主」が創出された。

#### 吉田用水
岩手県（旧南部藩）から10歳の時に北海道へ移住した吉田善太郎は、1881年（明治14年）に20歳で家督を継ぐと、1888年（明治21年）に厚別川流域へ入植した。炭を焼いて札幌で売るため、柏の木が生えている土地を離農者から片端から買収していった結果、現在の月寒から大谷地、北野、清田に相当する広大な土地を所有するに至った。
柏を伐採した後の土地利用を思案していた所、近隣の農場所有者から水田の開発計画をもちかけられ、共同で用水路の開削にとりかかった。50人ほどで幅4メートル、深さ2メートルの溝を掘り、厚別川（現在の清田付近）から吉田農場を経て月寒川に至る5キロの用水路を1891年（明治24年）頃に完成させた。これが現在の吉田川である。
吉田善太郎は月寒に陸軍の駐屯地を提供して月寒村の発展に大きく寄与したほか、農場内に学校を設け（現在の大谷地小学校）、開拓民の子弟の教育に腐心し、多くの公職を歴任した。畜産にも注力し、吉田農場は八紘学園や社台ファームの基礎となった。

#### 開発と洪水の発生
開拓者の記録によれば、1873年（明治6年）に長岡重治がアシリベツに入植した頃は一帯は大森林地帯で、茎の直径が5センチあるフキや大木が生い茂っていた。土地は火山灰地で痩せており、上流では開拓のため木を伐採して焼畑を行ったところ、厚別川が毎年氾濫するようになった。対策として、後年になって白旗山に大規模な植樹がされた。
アシリベツ北通（現在の北野地区）付近では川岸にヤチダモの木が群生していた。ヤチダモは硬く、銃床として適していたため、これを伐採してしまったところ、付近の流路が安定しなくなってしまった。両岸の丘陵には柏が生えていたが、炭焼をするために次々と切り倒された。柏は痩せた乾燥地に生えており、柏を切り倒した跡地は笹も育たない荒地となってしまった。

#### リンゴ栽培の普及
1919年（大正8年）に平岸村の中島でリンゴ（平岸リンゴ）栽培をしていた農家が、事業の拡大を図るためアシリベツ北通（現在の北野）に移転し、荒地だったアシリベツ坂上（現在の平岡）に苗木を植えた。やがて近所の農家にも栽培技術を伝授してこの辺りでリンゴ栽培が普及した。
昭和30年代以降、相次いで大型の団地の開発が行われ（ライブヒルズなど）、これらの水田やリンゴ畑は軒並み姿を消し、現在はわずかな畑作地帯を除いて、住宅地となっている。

#### 架橋
かつて、毎年氾濫する厚別川には橋がなく、北通り（北野地区）と坂上（平岡地区）の往来は出来なかった。開拓者の中には裸足で冬の冷水をわたり、凍傷にかかって足を切断する者もいた。1896年（明治29年）に厚別郵便局が開業したが、対岸へ届けることが出来ず、郵便物を石にくくりつけて投げて渡していた。最初に架けられたのは柳瀬橋（現在の東北通）だが、洪水で流出した家屋が橋桁に当たって橋が失われることもあった。現存する橋はいずれも再建されたものである。

### 中流（白石区・厚別区　泥炭地帯）

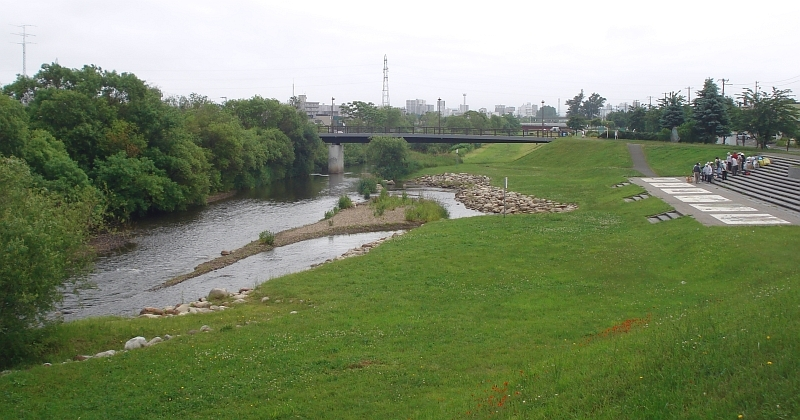
白石区の親水公園

大谷地をぬけると、平坦な泥炭地帯へと入る。JRの線路の北側はふたたび住宅地となり、左岸は白石区川下地区、右岸は厚別区厚別西地区となる。

#### 川下地区の厚別米
1883年（明治16年）、北海道は開拓以来の大干ばつに見舞われた。そこで各地の湿地で水田開墾が試みられた。厚別川中流の川下地区もそのひとつである。しかし、泥炭地での稲作は難航し、水はけが悪く、稲刈りの時期でも腰まで水に浸かるような悪田だった。
長野県有賀村（現在の諏訪市）の農民、中沢八太郎は、毎年諏訪湖の水害に見舞われる村に見切りをつけて1893年（明治26年）に新天地の北海道へ移住した。しかし入植先の川下地区は、郷里の諏訪よりもひどい有様だった。中沢八太郎は有賀村の桑畑で用いられていた水路にヒントを得て悪田に2年かけて暗渠排水路を建設し、地下水の排水を行った。その結果水田の排水は劇的に改良され、収穫量は5割増になった。
さらに、排水によって泥炭地特有の米の赤錆色が抜け、米の品質も著しく向上した。この地区で栽培された米は「厚別米」と呼ばれ、良質のもち米「八太郎糯」などの生産地として全国的に高い知名度を獲得した。1938年（昭和13年）と1958年（昭和33年）には献上米に選ばれている。川下地区は北海道における暗渠排水発祥の地となり、見渡す限りの水郷地帯となった。
その後昭和46年から市街化が始まり、現在は水田はほとんど残っていない。

#### 山本地区

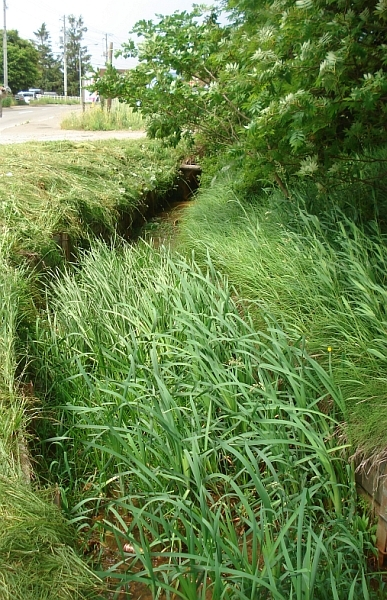
川下公園付近では蛇行する旧河道跡が残る。

左岸の川下公園（白石区）を過ぎると河道はほぼ一直線に北東へ進む。区境線はこの付近から川の中心となるため、左岸は白石区東米里、右岸は厚別区山本となる。
このあたりはかつては大谷地原野（または厚別原野）と呼ばれる泥炭地で、石狩川、豊平川、厚別川や野津幌川、月寒川、望月寒川などが集中して蛇行する海抜10メートル以下の低湿地帯だった。水はけが悪く定住や農耕に適さず、毎年融雪期にはそれぞれの河川が氾濫し、1ヶ月以上水没する有様だった。このため明治以後も長らく開拓者を寄せ付けなかった。
最初の入植は厚別川流域の他の地域よりもずっと遅く、1908年（明治41年）に小樽から山本久右衛門が土地の払い下げを受けて山本農場を拓いたのが始まりである。山本農場は戦前から私財を投げうって農地解放を行ったことでも知られている。この地域はもともと「本田」地区と呼ばれていたが、二代目の山本厚三の代に累代の開発貢献を認められ「山本」地区へ改称された。

#### 米里地区
豊平川、厚別川、逆川（月寒川）に挟まれた地域には1890年（明治23年）に9軒の入植者が入り、3年後に「米里」地区と命名された。1894年（明治27年）に米里水門を築いて用水路を整備し、不毛の低湿地を稲作地帯へと改良する試みが始まった。

### 下流・河道の変遷

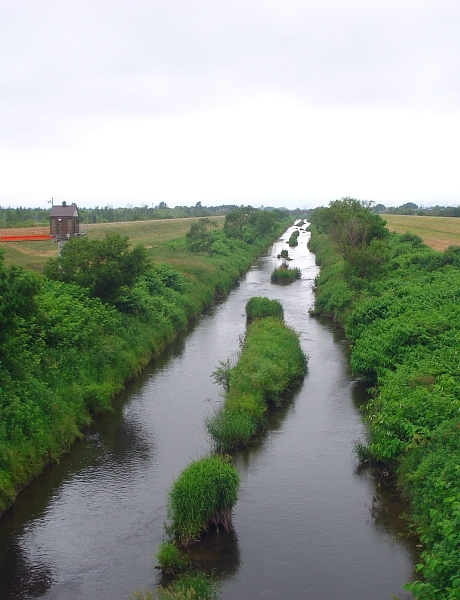
米里付近では直線化された厚別新川となっている

豊平川はアイヌ語でサッ・ポロ・ペッ（乾いた大きな川）と呼ばれた。このサッポロペッが「さっぽろ」の地名語源である、江戸時代中期までのサッポロ川（豊平川）は現在の豊平橋付近で流路を北に向けて丘珠町を貫通し、現在の伏篭川（ふしこがわ）の流路をたどって北区篠路で茨戸川（石狩川）に注いでいたが、江戸時代後期・寛政年間の洪水で流路を東に変えてツイシカリ川（小沼川）の水系に流れ込み、厚別川、野津幌川を合わせた末に江別市対雁で石狩川に注ぐようになった。以降、それまでの豊平川をフㇱコ・サッポロ・ペッ（古いサッポロ川）、寛政年間以降の新流路をアシㇼ・サッポロ・ペッ（新しいサッポロ川）と呼び習わすようになった。この「フㇱコ」が伏篭川の地名語源である。また、一説によれば「アシㇼ」が、新しい豊平川に注ぎ込む支流の一つ「アシリベツ」「アツベツ」（厚別)の地名語源ともいう。
さて東から西に流れる石狩川から見ると、寛政年間以降の豊平川は西から東へ、脇を逆行してくる形であった。厚別川は大きく蛇行して豊平川に注いでいた。月寒川は、石狩川や豊平川が増水すると水が逆流して遡上してくることから逆川とも呼ばれていた。
明治末期に豊平川下流の捷水路が計画され、1932年（昭和7年）に着工にこぎつけた。完成には9年かかり、昭和16年に6.4キロの新水路が完成した。これにより豊平川は東雁来から北に向けて流れ、現在の江別市角山で石狩川に注ぐようになった。
この頃、国策として戦争に伴う食糧増産が求められ、長年手付かずだった厚別川下流域にも稲作の強化が求められるようになった。新水路開通によって新たに東米里地区の入植が始まった。山本地区では電灯が引かれ、昼夜を徹して排水路の工事が行われ、「弾丸排水」と呼ばれた。
厚別川は大幅に水量の減った旧豊平川に注ぐかたちとなったが、上流で毎年のように氾濫する厚別川は大量の土砂を押し流し、旧豊平川の川床に堆積した。このため厚別川下流の洪水は収まらず、むしろ悪化した。結局、東米里地区はもっとも長く洪水の被害を受けた地区となった。
1945年（昭和20年）には東京大空襲の戦災者が拓北農兵隊としてこの地域に移住し、1949年（昭和24年）から5年かけてこの地域から豊平川新水路への水路（旧豊平川捷水路）が新たに開削された。昭和38年にはこの捷水路と厚別川を結ぶルートが直線化され（厚別新川）、野津幌川は厚別川に注ぐ形となって現在の流路となっている。

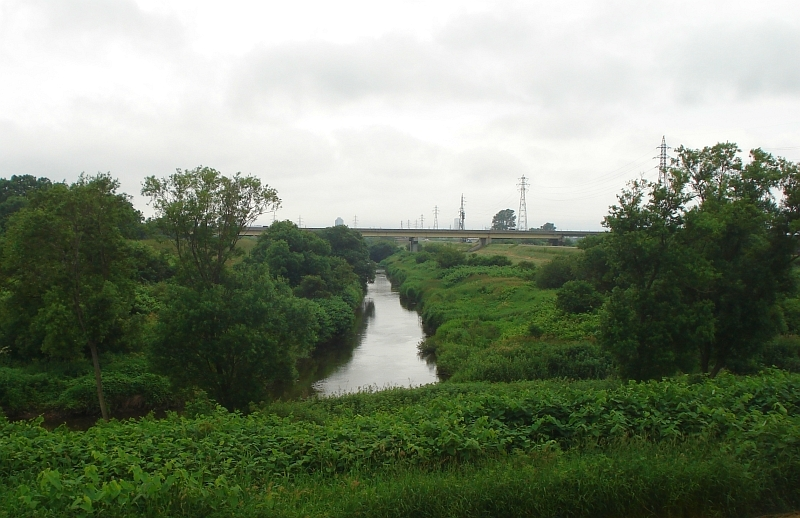
野津幌川との合流地点

現在の厚別川は、厚別七号橋付近で道央自動車道と交差すると、左岸から旧豊平川、右岸からの野津幌川が合流し、札幌市と江別市との市境となる。この合流点付近では厚別区と江別市の境界が現在の人工の直線的な河道からはずれて蛇行しており、旧い河道の名残を伝えている。江別市に入ると両岸は畑作地帯となり、右岸から世田豊平川を分けたのち、北西に転進（厚別新水路）して江別市角山で豊平川に注いでいる。

#### 氾濫と洪水の歴史

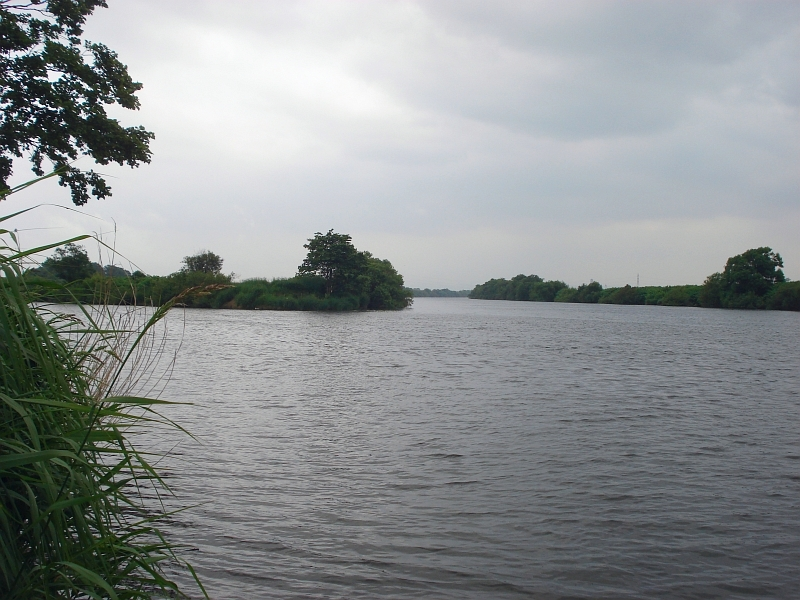
豊平川への合流地点

上流では入植者による両岸の原生林の伐採以来、融雪期に毎年川が氾濫するようになった。なお、「アツベツ」のアイヌ語源の「新しい川」説では、洪水は入植以前のアイヌ時代からあり、毎年流路が変わるので「新しい川」と呼ばれていたとされている。厚別川はもともと大きく蛇行しており、氾濫すると流出した木や家屋が川岸の雑木に引っかかって川を堰き止め、何度も流路が変わった。
下流の低湿地帯には厚別川や豊平川、石狩川など多くの河川が集中し、融雪期のみならず夏季の多雨でも容易に氾濫した。石狩川から氾濫した水が厚別川へ逆流することも少なくなかった。
1913年（大正2年）に起きた厚別川の決壊では、山本地区や川下地区の泥炭が浮き上がって流れ、洪水が引くと泥炭でせき止められた沼ができ、以来バケ沼と呼ばれるようになった。
1926年（大正15年）の集中豪雨ではいたるところで河川が氾濫し、下流の大谷地原野は全域が水没し、元の川筋がわからなくなるほど川の流れが変わってしまった。
1950年（昭和25年）7月31日から8月1日にかけての豪雨による大洪水では、人の肩ほどまで浸水があり、北郷から東米里まで一帯が水没した。橋が流され、家屋が流出し、国道12号も水に浸かり、多くの住民が筏で避難した。米里地区は10日間にわたって水没し、当時の白石村では村の予算の3分の1を超す被害が出た。これを機に流域住民が厚別川改修の期成会を結成し、国や北海道への陳情活動を行うが、実現までは長い年月が費やされた。この後も、昭和36年の洪水では鉄道が不通になった。
河川改修を行おうにも、両岸には雑木や竹が繁茂して川辺に近づくことすら困難で、北海道庁では測量もままならなかった。そのため、期成会と流域住民は5ヶ月かけて両岸の伐採を行い、測量にこぎつけた。河道の整備や築堤が完成するのは25年後の1976年（昭和51年）のことである。

## 支流
- 清水の沢
- 千筋川
- 中の沢
- 雲井川
- 真栄川
- 山部川
- 清田川
- 二里川
- 三里川
- 旧豊平川
- 野津幌川
- 世田豊平川（分流）

## 橋梁
- 上三滝橋（北海道道341号真駒内御料札幌線）
- 下三滝橋（北海道道341号真駒内御料札幌線）
- 南栄橋（北海道道341号真駒内御料札幌線）
- 共栄橋（北海道道341号真駒内御料札幌線）
- 真栄橋（北海道道341号真駒内御料札幌線）
- ハルニレ橋
- 真羊橋（羊ヶ丘通）
- 清田橋（国道36号）
- あしりべつ橋（旧国道36号。現在は市道）
- 実橋
- 北野橋（北野通）
- 田の中橋
- 高木橋
- ふれあい橋
- 柳瀬橋（東北通）
- 虹の橋（白石サイクリングロード）
- 大谷地橋（北海道道3号札幌夕張線、南郷通）
- 厚別橋（国道12号、中央国道、札幌江別通）
- 厚別高架橋（道央自動車道、国道274号）
- 開栄橋（平和通）
- 繁昌橋
- （千歳線）
- （函館本線）
- 厚別鉄北橋
- 川下橋（北海道道864号大麻東雁来線、北13条北郷通）
- 虹橋
- 神尾橋
- 東川下橋（北海道道864号大麻東雁来線、厚別通）
- 山本栄橋
- 横町橋
- 9号新川橋（北海道道626号東雁来江別線）
- 厚別7号橋
- （道央自動車道）
- 第二角山橋（北海道道46号江別恵庭線）
- 角山橋（国道275号）

### 特に全般的な出典となる参考文献
- 『厚別開基百年史』,厚別開基百年記念事業協賛会編集部,1982
- 『清田地区百年史』,清田地区開基百年記念事業実行委員会,1976
- 郷土誌あしりべつ,札幌市立厚別小学校開校70周年記念祝賀協賛会,1971
- 『白石ものがたり』,札幌市,1978
- 『とよひら物語』,札幌市豊平区,1980
- 『とよひら物語』,札幌市,1992

### その他の参考文献
- 札幌市教育委員会編『札幌の橋』、北海道新聞社、1979年
- 石狩川治水史,財団法人北海道開発協会,
  - 国土交通省北海道開発局公式HP 石狩川治水史
- 石狩川治水に係る主な事業23.厚別川新水路など
- 北海道農業発達史,北海道立総合経済研究所,1963
- 広島村史,広島村
- 『札幌のアイヌ地名を尋ねて』,山田秀三,楡書房,1965
- 『植物名一覧』松浦武四郎翁著作より　和名・漢名・アイヌ名,秋葉實・編,北海道出版企画センター,1997
- 『北海道「水田発祥の地」記念碑』,佐々木多喜雄,北海道出版企画センター,2002
- 『百年100話 恵庭の風になった人々』,恵庭昭和史研究会,恵庭市役所,1997
- 『石狩川物語』,（財）河川環境管理財団,2001
- 『アイヌ語地名釣歩記』,榊原正文,北海道出版企画センター,2006